# Calendario internazionale femminile UCI 2009
Il calendario internazionale femminile UCI 2009 raggruppa le competizioni femminili di ciclismo su strada organizzate dall'Unione Ciclistica Internazionale. Composto da 71 eventi, iniziò l'8 febbraio con il Giro del Qatar e si concluse il 18 ottobre con la Chrono des Nations. Comprendeva sia gli eventi della Coppa del mondo di ciclismo su strada femminile 2009 sia le due gare del Campionato del mondo di ciclismo su strada 2009 di Mendrisio.

## Gare

### Novembre 2008
| Data | Prova                            | Cat. | Vincitrice            | Squadra   |
| ---- | -------------------------------- | ---- | --------------------- | --------- |
| 7    | Campionati africani - Cronometro | CC   | Cashandra Slingerland | Sudafrica |
| 9    | Campionati africani - In linea   | CC   | Cashandra Slingerland | Sudafrica |

### Febbraio
| Data  | Prova                             | Cat. | Vincitrice       | Squadra                        |
| ----- | --------------------------------- | ---- | ---------------- | ------------------------------ |
| 8-10  | Ladies Tour of Qatar              | 2.1  | Kirsten Wild     | Cervélo TestTeam Women         |
| 12    | Campionati oceaniani - Cronometro | CC   | Bridie O'Donnell | Australia                      |
| 14    | Campionati oceaniani - In linea   | CC   | Alexis Rhodes    | Australia                      |
| 25-27 | Women's Tour of New Zealand       | 2.2  | Amber Halliday   | MB Cycles Team-Australia       |
| 28    | Omloop Het Nieuwsblad             | 1.2  | Suzanne de Goede | Equipe Nürnberger Versicherung |

### Marzo
| Data | Prova                                             | Cat. | Vincitrice      | Squadra                |
| ---- | ------------------------------------------------- | ---- | --------------- | ---------------------- |
| 1    | Masterton Cup                                     | 1.1  | Chloe Hosking   | Mercedes Benz Team     |
| 7    | Gran Premio Brissago - Lago Maggiore              | 1.2  | Noemi Cantele   | Bigla Cycling Team     |
| 20   | Giro dei Comuni di Rosignano M.mo e Livorno       | 1.2  | Emma Pooley     | Cervélo TestTeam Women |
| 21   | GP Comuni di Riparbella e Montescudaio            | 1.2  | Sarah Düster    | Cervélo TestTeam Women |
| 22   | GP Comuni di Santa Luce e Castellina M.ma         | 1.2  | Linda Villumsen | Team Columbia Women    |
| 29   | Trofeo Alfredo Binda - Comune di Cittiglio (2009) | CDM  | Marianne Vos    | Team DSB Bank          |

### Aprile
| Data  | Prova                               | Cat. | Vincitrice          | Squadra                        |
| ----- | ----------------------------------- | ---- | ------------------- | ------------------------------ |
| 5     | Giro delle Fiandre (2009)           | CDM  | Ina-Yoko Teutenberg | Team Columbia Women            |
| 6     | Grand Prix de Dottignies            | 1.2  | Sarah Düster        | Cervélo TestTeam Women         |
| 10    | Drentse 8 van Dwingeloo             | 1.1  | Ina-Yoko Teutenberg | Team Columbia Women            |
| 11    | Novilon Eurocup Ronde van Drenthe   | 1.1  | Marianne Vos        | Team DSB Bank                  |
| 13    | Univé Ronde van Drenthe (2009)      | CDM  | Emma Johansson      | Red Sun Cycling Team           |
| 17    | Tour of Chongming Island Time Trial | 1.1  | Bridie O'Donnell    |                                |
| 18    | Ronde van Gelderland                | 1.2  | Ina-Yoko Teutenberg | Team Columbia Women            |
| 18-21 | Tour of Chongming Island            | 2.1  | Chloe Hosking       |                                |
| 22    | Freccia Vallone (2009)              | CDM  | Marianne Vos        | Team DSB Bank                  |
| 25    | Omloop van Borsele                  | 1.2  | Kirsten Wild        | Cervélo TestTeam Women         |
| 25    | Gran Premio della Liberazione       | 1.2  | Giorgia Bronzini    | Safi-Pasta Zara                |
| 26    | Grote Prijs Stad Roeselare          | 1.2  | Kirsten Wild        | Cervélo TestTeam Women         |
| 30-3  | Gracia-Orlová                       | 2.2  | Trixi Worrack       | Equipe Nürnberger Versicherung |

### Maggio
| Data  | Prova                                               | Cat. | Vincitrice          | Squadra                  |
| ----- | --------------------------------------------------- | ---- | ------------------- | ------------------------ |
| 1     | Grand Prix de Suisse-Souvenir Magali Pache          | 1.1  | Christiane Soeder   | Cervélo TestTeam Women   |
| 1     | Grand Prix Elsy Jacobs                              | 1.1  | Svetlana Bubnenkova | Fenixs                   |
| 9     | Omloop door Middag-Humsterland                      | 1.2  | Rochelle Gilmore    | Lotto-Belisol Ladiesteam |
| 10    | Berner Rundfahrt (2009)                             | CDM  | Kristin Armstrong   | Cervélo TestTeam Women   |
| 15-24 | Tour de l'Aude cycliste féminin                     | 2.1  | Claudia Häusler     | Cervélo TestTeam Women   |
| 28-31 | Vuelta Internacional Femenina a Costa Rica          | 2.2  | Evelyn García       |                          |
| 30    | Coupe du Monde Cycliste Féminine de Montréal (2009) | CDM  | Emma Pooley         | Cervélo TestTeam Women   |

### Giugno
| Data  | Prova                                 | Cat. | Vincitrice          | Squadra                |
| ----- | ------------------------------------- | ---- | ------------------- | ---------------------- |
| 1-4   | Tour du Grand Montréal                | 2.1  | Kirsten Wild        | Cervélo TestTeam Women |
| 7     | Liberty Classic                       | 1.1  | Ina-Yoko Teutenberg | Team Columbia Women    |
| 7     | Therme Kasseienomloop                 | 1.2  | Chantal Blaak       | Leontien.nl            |
| 7-11  | Tour de Prince Edward Island          | 2.2  | Tara Whitten        |                        |
| 9     | Emakumeen Saria                       | 1.2  | Noemi Cantele       | Bigla Cycling Team     |
| 11-14 | Iurreta-Emakumeen Bira                | 2.1  | Judith Arndt        | Team Columbia Women    |
| 18-19 | Giro del Trentino-Alto Adige/Südtirol | 2.1  | Nicole Cooke        | Vision 1 Racing        |
| 18-20 | Rabo Ster Zeeuwsche Eilanden          | 2.2  | Ina-Yoko Teutenberg | Team Columbia Women    |
| 18-21 | Grande Boucle Féminine Internationale | 2.2  | Emma Pooley         | Cervélo TestTeam Women |

### Luglio
| Data  | Prova                                               | Cat. | Vincitrice             | Squadra                  |
| ----- | --------------------------------------------------- | ---- | ---------------------- | ------------------------ |
| 3     | Giochi del Mediterraneo - In linea                  | JR   | Luisa Tamanini         | Italia                   |
| 3-12  | Giro d'Italia Internazionale Femminile              | 2.1  | Claudia Häusler        | Cervélo TestTeam Women   |
| 9-12  | Tour de Feminin-O cenu Českého Švýcarska            | 2.2  | Aleksandra Burčenkova  | Petrogradets             |
| 16-19 | Tour de Bretagne Féminin                            | 2.2  | Liesbeth De Vocht      | Team DSB Bank            |
| 18    | Gran Premio di Cento-Carnevale d'Europa             | 1.2  | Giorgia Bronzini       | Safi-Pasta Zara          |
| 21-26 | International Thüringen Rundfahrt der Frauen (2009) | 2.1  | Linda Villumsen        | Team Columbia Women      |
| 23    | Campionati panamericani - Cronometro                | CC   | Giuseppina Grassi      | Messico                  |
| 23-26 | Tour Féminin en Limousin                            | 2.2  | Grace Verbeke          | Lotto-Belisol Ladiesteam |
| 24    | Campionati panamericani - In linea                  | CC   | Joëlle Numainville     | Canada                   |
| 31    | Open de Suède Vargarda TTT (2009)                   | CDM  | Cervélo TestTeam Women | Cervélo TestTeam Women   |

### Agosto
| Data  | Prova                                  | Cat. | Vincitrice             | Squadra                        |
| ----- | -------------------------------------- | ---- | ---------------------- | ------------------------------ |
| 2     | Sparkassen Giro                        | 1.1  | Rochelle Gilmore       | Lotto-Belisol Ladiesteam       |
| 2     | Open de Suède Vargarda (2009)          | CDM  | Marianne Vos           | Team DSB Bank                  |
| 9     | Holland Hills Classic                  | 1.2  | Marianne Vos           | Team DSB Bank                  |
| 9-14  | Route de France                        | 2.1  | Kimberly Anderson      | Team Columbia Women            |
| 16    | Campionati asiatici - Cronometro       | CC   | Tang Kerong            | Cina                           |
| 17    | Campionati asiatici - In linea         | CC   | Tang Kerong            | Cina                           |
| 21-23 | Albstadt-Frauen-Etappenrennen          | 2.2  | Charlotte Becker       | Equipe Nürnberger Versicherung |
| 22    | Grand Prix de Plouay - Bretagne (2009) | CDM  | Emma Pooley            | Cervélo TestTeam Women         |
| 25-29 | Trophée d'Or féminin                   | 2.2  | Diana Žiliūtė          | Safi-Pasta Zara                |
| 29    | Blauwe Stad Team Time Trial            | 1.2  | Cervélo TestTeam Women | Cervélo TestTeam Women         |

### Settembre
| Data  | Prova                                               | Cat. | Vincitrice        | Squadra                |
| ----- | --------------------------------------------------- | ---- | ----------------- | ---------------------- |
| 1-6   | Holland Ladies Tour                                 | 2.2  | Marianne Vos      | Team DSB Bank          |
| 6     | Memorial Davide Fardelli - Cronometro Individuale   | 1.2  | Karin Thürig      | Bigla Cycling Team     |
| 8-12  | Tour Cycliste Féminin International de l'Ardèche    | 2.2  | Kristin Armstrong | Cervélo TestTeam Women |
| 13    | Chrono Champenois                                   | 1.1  | Wendy Houvenaghel |                        |
| 13    | Rund um die Nürnberger Altstadt                     | CDM  | Kirsten Wild      | Cervélo TestTeam Women |
| 15-20 | Giro della Toscana - Memorial Michela Fanini (2009) | 2.1  | Diana Žiliūtė     | Safi-Pasta Zara        |
| 23    | Campionati del mondo - Cronometro (2009)            | CM   | Kristin Armstrong | Stati Uniti            |
| 26    | Campionati del mondo - In linea (2009)              | CM   | Tatiana Guderzo   | Italia                 |

### Ottobre
| Data | Prova              | Cat. | Vincitrice    | Squadra                  |
| ---- | ------------------ | ---- | ------------- | ------------------------ |
| 18   | Chrono des Nations | 1.1  | Jeannie Longo | AS Palais Sports Alpexpo |

## Classifiche
Risultati finali.
| Pos. | Corridore           | Squadra       | Punti    |
| ---- | ------------------- | ------------- | -------- |
| 1    | Marianne Vos        | DSB Bank LTO  | 1 360,55 |
| 2    | Kirsten Wild        | Cervélo       | 848      |
| 3    | Emma Johansson      | RedSun        | 796,75   |
| 4    | Kristin Armstrong   | Cervélo       | 584,7    |
| 5    | Ina-Yoko Teutenberg | Columbia      | 582,45   |
| 6    | Noemi Cantele       | Bigla         | 509      |
| 7    | Trixi Worrack       | Nürnberger    | 492,55   |
| 8    | Rochelle Gilmore    | Lotto Belisol | 485      |
| 9    | Emma Pooley         | Cervélo       | 460,7    |
| 10   | Judith Arndt        | Columbia      | 431,25   |

| Pos. | Squadra                        | Punti    |
| ---- | ------------------------------ | -------- |
| 1    | Cervélo TestTeam Women         | 2 321,1  |
| 2    | Team Columbia Women            | 1 580,9  |
| 3    | DSB Bank LTO                   | 1 528,35 |
| 4    | Equipe Nürnberger Versicherung | 1 108,65 |
| 5    | Lotto Belisol Ladiesteam       | 990      |
| 6    | RedSun Cycling Team            | 923,75   |
| 7    | Bigla Cycling Team             | 873      |
| 8    | 297                            | 826      |
| 9    | Team Flexpoint                 | 647,5    |
| 10   | Visoin 1 Racing                | 504      |

| Pos. | Nazione     | Punti    |
| ---- | ----------- | -------- |
| 1    | Paesi Bassi | 2 889,55 |
| 2    | Germania    | 2 114,95 |
| 3    | Australia   | 1 394    |
| 4    | Italia      | 1 391    |
| 5    | Svezia      | 1 304,5  |
| 6    | Stati Uniti | 1 259,5  |
| 7    | Regno Unito | 1 110,7  |
| 8    | Lituania    | 713,5    |
| 9    | Belgio      | 608,3    |
| 10   | Russia      | 590,19   |